# Обломіївка
Обломіївка — річка в Україні, у Світловодському районі Кіровоградської області. Права притока Цибульника (басейн Дніпра).

## Опис
Довжина річки 18 км, похил річки — 2,6 м/км. Площа басейну 105 км². Верхів'я річки пересохло.

## Розташування
Бере початок на північному заході від Олексіївки. Тече переважно на північний захід через Талову Балку, Велику Скельову і на північному сході від Золотарівки впадає у річку Цибульник, праву притоку Дніпра.

## Цікавий факт
- До середини XX століття існувала річка Скалевадка[1], ліва притока Обломіївки. Довжина річки була приблизно 12 км. Нині на місці колишньої річки знаходиться частина каналу Дніпро — Інгулець.